# ذاكرة افتراضية
الذاكرة الافتراضية أو الظاهرية (بالإنجليزية: Virtual memory)‏ هي تقنية يدعمها النظام ليوهم البرامج بأن لديها مساحة غير محدودة من الذاكرة، بينما في الواقع يقوم النظام بتجزيء هذه البرامج وقد يحتاج لوضع الأجزاء الزائدة في القرص الصلب. و هي جزء مألوف في أغلب أنظمة التشغيل، فأغلب أجهزة الحاسب هذه الأيام تحتوي على 1GB أو 2GB وربما 4GB ذاكرة رام، وهذا القدر من الذاكرة غير كاف لتشغيل مجموعة من البرامج في وقت واحد مثل برنامج تحرير صور ومحرر كتابة ومستعرض إنترنت وبرنامج بريد إلكتروني، فإن لم يكن لديك ذاكرة ظاهرية فلن تعمل هذه البرامج وستحصل على رسالة تطلب منك إغلاق بعض التطبيقات لتحرير جزء من الذاكرة، مع وجود الذاكرة الظاهرية سيقوم الكمبيوتر بالبحث عن أجزاء غير مستعملة باستمرار من الذاكرة الرام ويقوم بنسخها على القرص الصلب وهذا يحرر قسما من الذاكرة الرام(ram) ليتم استخدامه في تشغيل التطبيقات الإضافية، هذا الأمر يحدث بشكل تلقائي لدرجة أنك لا تحس به ويجعل جهازك يحس أن لديه ذاكرة أكبر مما هي عليه.
الهدف من هذه التقنية هي توسيع مساحة العناوين (Address Space) التي يمكن للبرنامج استخدامها، بالتالي فإن الأنظمة التي تستخدم هذه التقنية تسهّل عملية البرمجة بشكل كبير.
ولكن بطبيعة الحال ستكون سرعة القراءة والكتابة على القرص الصلب أبطأ بكثير منها في الذاكرة، فإذا كانت التطبيقات التي تشغلها تحتاج ذاكرة كبيرة وما لديك قليل فستلاحظ بطءًا واضحا عند تشغيل هذه التطبيقات باستخدام الذاكرة الظاهرية، وسيكون الحل الأمثل هو إضافة ذاكرة رام إلى جهازك.

تجمع الذاكرة العشوائية بين ذاكرة الوصول العشوائي النشطة وغير النشطة في ذاكرة DASD

المنطقة على القرص الصلب التي تخزن فيها الذاكرة الظاهرية تسمى ملف الصفحة وهي التي تحفظ صفحات من الرام على القرص الصلب، في نظام نوافذ هذا النوع من الملفات المخزن عليها أجزاء من الذاكرة يكون له الامتداد SWP.
التحكم بالذاكرة الظاهرية في ويندوز 98 وما بعده يتم بشكل تلقائي ولكن إن رغبت أن تتحكم بها بشكل يدوي فاذهب إلى لوحة التحكم ثم إلى النظام وهناك اذهب إلى
الأداء واضغط على: الذاكرة العشوائية وهناك اختر:
اسمح لي بتحديد إعدادات الذاكرة الظاهرية الخاصة بي
وهنا تستطيع اختيار القرص الذي تريد تخزين الذاكرة عليه وتحدد المقدار الأقل والأكبر للذاكرة الظاهرية مقاس بالميجابايت وهو يكون عادة الأقل 2 ميجابايت والأكثر يكون مساويا للذاكرة الرام + 12 ولكن يفضل أن تجعله مساويا لضعف الذاكرة الرام، أما إذا كنت ممن يستخدمون برامج تلتهم الذاكرة مثل برامج تحرير الفيديو فأنصحك أن تجعل المقدار الأقل والأكثر من الذاكرة الظاهرية متساويين، وستلاحظ تحسن ملحوظ في الأداء، نصيحة أخرى لتحسين الأداء وهي في حالة كان لديك قرصان صلبان حقيقيان بإمكانك تقسيم الذاكرة الظاهرية على القرصين وستلاحظ تحسن ملحوظ أيضا في أداء الجهاز. [بحاجة لمصدر]

## تاريخ ظهور الذاكرة الافتراضية
يعود الفضل إلى الفيزيائي الألماني فريتز رودولف غونتش في تطوير مفهوم الذاكرة الظاهرية في عام 1956[بحاجة لمصدر]. ثم في عام 1969، أظهر باحثو آي بي إم أن ما كان يسمى آنذاك بنظام تراكب الذاكرة الظاهرية عمل بشكل أفضل من الأنظمة اليدوية السابقة، واستخدمت الحاسبات الآلية والحواسيب الصغيرة في السبعينيات الذاكرة الظاهرية. ولم يتم تضمين تقنية الذاكرة الافتراضية في أجهزة الكمبيوتر الشخصية المبكرة لأن المطورين ظنوا أن نفاد الذاكرة لن يمثل مشكلة في هذه الأجهزة، إلى أن ثبت عكس ذلك، فقدمت Intel الذاكرة الظاهرية في المعالج 80286 في عام 1982 من شهر فبراير[بحاجة لمصدر].